# Ейсман Густав Іванович
Е́йсман Гу́став-Адо́льф Іва́нович (рос. дореф. Эйсманъ Густавъ-Адольфъ Ивановичъ, нім. Gustav Adolph Eismann; 1824, Київ, Київська губернія, Російська імперія — 11 [23] квітня 1884, Київ, Київська губернія, Російська імперія) — київський домовласник, професор Київського університету св. Володимира, дійсний статський радник, київський міський голова в 1872–1873 та 1879–1884 роках.

## Біографія
Народився в Києві в родині заможного аптекаря. Був онуком лютеранського пастора саксон-кобурзького походження, який переїхав до Києва в 1812 році. Отримавши ґрунтовну домашню освіту, у 1841 році поступив на юридичний факультет Київського університету св. Володимира, який закінчив 1845 року і здобув ступінь магістра. У 1847 році захистив дисертацію на тему «Про присягу, як судовий доказ по справам цивільним» і здобув ступінь магістра цивільного права, та у вересні 1848 року зайняв посаду ад'юнкта на кафедрі цивільного права у рідному університеті. Викладав курс древньої та новітньої історії російського законодавства, сімейного права. З 1856 року займав посаду секретаря юридичного факультету університету, 1861 року отримав чин статського радника, того ж року, після смерті батька, вийшов у відставку.
Слідом за батьком був одним з провідних домовласників Києва. Володів садибами на Великій Житомирській вулиці, 2 (яку згодом, у 1873 році, продав під Перше реальне училище), на Хрещатику (на місці сучасного поштамту), на Володимирській вулиці тощо. Був власником цегельні на Либеді.
З 1863 року — член (фактичний керівник) міської комісії по введенню збору з міського нерухомого майна, 1868 року був обраний до складу ради Київського Товариства взаємного кредиту, а в 1871–1879 роках був керуючим справами Товариства.
Ейсман увійшов до найпершого складу міської управи в 1871 році як керівник будівної справи, але в травні того ж року відмовився від посади. Після відставки міського голови Павла Демидова, князя Сан-Донато у вересні 1872 року вперше був обраний на цю посаду, але в 1873 році відмовився від виконання обов'язків через сімейне лихо — донька Ейсмана померла під час пологів, а невтішний зять покінчив життя самогубством, кинувшись з Ланцюгового мосту. Знову був обраний у 1875 році, та посаду не прийняв, замість нього головою став Микола Ренненкампф.
Після третього обрання в 1879 році Ейсман відмовлятися вже не став і керував містом аж до смерті. Був керівником авторитарного типу, але заради справи не шкодував сил та енергії, іноді власним коштом забезпечуючи вирішення муніципальних проблем.
З 1881 року дійсний статський радник. Нагороджений орденом Святого Володимира 3 ступеня (1883) і темно-бронзовою медаллю «У пам'ять війни 1853–1856» на аннінській стрічці для носіння на шиї.
Помер 11 (23) квітня 1884 року. Похований на Байковому кладовищі.